# Short track ai XXIV Giochi olimpici invernali - 500 m maschile
La gara dei 500 metri maschile di short track dei XXIV Giochi olimpici invernali di Pechino è stata disputata l'11 e il 13 febbraio 2022 sulla pista del Capital Indoor Stadium. Vi hanno partecipato 32 atleti provenienti da 17 nazioni.
La competizione è stata vinta dal pattinatore ungherese Shaoang Liu, mentre l'argento e il bronzo sono andati rispettivamente all'atleta del ROC Konstantin Ivliev e al canadese Steven Dubois.

## Record
Prima della competizione il record del mondo e il record olimpico erano i seguenti:
| Record mondiale | 39"505 | Wu Dajing Cina | 11 novembre 2018 Salt Lake City, Stati Uniti |
| Record olimpico | 39"584 | Wu Dajing Cina | 22 febbraio 2018 Gangneung, Corea del Sud    |

Nel corso della competizione non sono stati migliorati.

## Risultati

### Batterie
Batteria 1
| Pos. | Atleta             | Nazione       | Tempo  | Note |
| ---- | ------------------ | ------------- | ------ | ---- |
| 1    | Shaolin Sándor Liu | Ungheria      | 40"948 | Q    |
| 2    | Sébastien Lepape   | Francia       | 42"081 | Q    |
| 3    | Kota Kikuchi       | Giappone      | 42"176 |      |
| -    | Lee June-seo       | Corea del Sud | -      | DSQ  |

Batteria 2
| Pos. | Atleta            | Nazione    | Tempo  | Note |
| ---- | ----------------- | ---------- | ------ | ---- |
| 1    | Ren Ziwei         | Cina       | 40"669 | Q    |
| 2    | Adil Galiakhmetov | Kazakistan | 40"722 | Q    |
| 3    | Brendan Corey     | Australia  | 41"097 |      |
| 4    | Maxime Laoun      | Canada     | -      | DNF  |

Batteria 3
| Pos. | Atleta            | Nazione | Tempo  | Note |
| ---- | ----------------- | ------- | ------ | ---- |
| 1    | Steven Dubois     | Canada  | 40"399 | Q    |
| 2    | Pavel Sitnikov    | ROC     | 40"591 | Q    |
| 3    | Andrea Cassinelli | Italia  | 42"791 |      |
| 4    | Oleh Handej       | Ucraina | 44"163 |      |

Batteria 4
| Pos. | Atleta               | Nazione    | Tempo  | Note |
| ---- | -------------------- | ---------- | ------ | ---- |
| 1    | Denis Nikiša         | Kazakistan | 40"482 | Q    |
| 2    | Jordan Pierre-Gilles | Canada     | 40"488 | Q    |
| 3    | Stijn Desmet         | Belgio     | 40"585 | q    |
| 4    | Katsunori Koike      | Giappone   | 41"199 |      |

Batteria 5
| Pos. | Atleta             | Nazione  | Tempo  | Note |
| ---- | ------------------ | -------- | ------ | ---- |
| 1    | Konstantin Ivliev  | ROC      | 40"272 | Q    |
| 2    | John-Henry Krueger | Ungheria | 40"407 | Q    |
| 3    | Roberts Krūzbergs  | Lettonia | 40"430 | q    |
| 4    | Quentin Fercoq     | Francia  | 40"548 |      |

Batteria 6
| Pos. | Atleta           | Nazione       | Tempo  | Note |
| ---- | ---------------- | ------------- | ------ | ---- |
| 1    | Abzal Azhgaliyev | Kazakistan    | 40"870 | Q    |
| 2    | Hwang Dae-heon   | Corea del Sud | 40"971 | Q    |
| 3    | Ryan Pivirotto   | Stati Uniti   | 41"018 | q    |
| 4    | Itzhak de Laat   | Paesi Bassi   | -      | DNF  |

Batteria 5
| Pos. | Atleta            | Nazione     | Tempo  | Note |
| ---- | ----------------- | ----------- | ------ | ---- |
| 1    | Shaoang Liu       | Ungheria    | 40"797 | Q    |
| 2    | Vladislav Bykanov | Israele     | 40"900 | Q    |
| 3    | Sun Long          | Cina        | 42"871 | ADV  |
| -    | Jens van 't Wout  | Paesi Bassi | -      | DSQ  |

Batteria 8
| Pos. | Atleta           | Nazione     | Tempo  | Note |
| ---- | ---------------- | ----------- | ------ | ---- |
| 1    | Wu Dajing        | Cina        | 40"230 | Q    |
| 2    | Pietro Sighel    | Italia      | 40"350 | Q    |
| 3    | Sidney Chu       | Hong Kong   | 44"857 |      |
| 4    | Dylan Hoogerwerf | Paesi Bassi | -      | DNF  |

### Quarti di finale
Quarto di finale 1
| Pos. | Atleta            | Nazione    | Tempo  | Note |
| ---- | ----------------- | ---------- | ------ | ---- |
| 1    | Denis Nikiša      | Kazakistan | 40"355 | Q    |
| 2    | Pavel Sitnikov    | ROC        | 40"643 | Q    |
| 3    | Ren Ziwei         | Cina       | 40"714 |      |
| 4    | Sun Long          | Cina       | 40"779 |      |
| 5    | Adil Galiakhmetov | Kazakistan | 40"925 |      |

Quarto di finale 2
| Pos. | Atleta             | Nazione  | Tempo  | Note |
| ---- | ------------------ | -------- | ------ | ---- |
| 1    | Wu Dajing          | Cina     | 40"528 | Q    |
| 2    | Pietro Sighel      | Italia   | 40"644 | Q    |
| 3    | Roberts Krūzbergs  | Lettonia | 40"694 | q    |
| 4    | Shaolin Sándor Liu | Ungheria | 40"700 |      |
| 5    | Sébastien Lepape   | Francia  | 46"814 |      |

Quarto di finale 3
| Pos. | Atleta             | Nazione       | Tempo  | Note |
| ---- | ------------------ | ------------- | ------ | ---- |
| 1    | Konstantin Ivliev  | ROC           | 40"351 | Q    |
| 2    | Hwang Dae-heon     | Corea del Sud | 40"636 | Q    |
| 3    | Abzal Azhgaliyev   | Kazakistan    | 40"643 | q    |
| 4    | Stijn Desmet       | Belgio        | 40"718 |      |
| 5    | John-Henry Krueger | Ungheria      | 40"844 |      |

Quarto di finale 4
| Pos. | Atleta               | Nazione     | Tempo  | Note |
| ---- | -------------------- | ----------- | ------ | ---- |
| 1    | Shaoang Liu          | Ungheria    | 40"386 | Q    |
| 2    | Steven Dubois        | Canada      | 40"494 | Q    |
| 3    | Vladislav Bykanov    | Israele     | 41"157 |      |
| 4    | Ryan Pivirotto       | Stati Uniti | 41"841 |      |
| 5    | Jordan Pierre-Gilles | Canada      | -      | DNF  |

### Semifinali
Semifinale 1
| Pos. | Atleta            | Nazione    | Tempo  | Note |
| ---- | ----------------- | ---------- | ------ | ---- |
| 1    | Konstantin Ivliev | ROC        | 40"655 | QA   |
| 2    | Pietro Sighel     | Italia     | 40"847 | QA   |
| 3    | Pavel Sitnikov    | ROC        | 40"848 | QB   |
| 4    | Denis Nikiša      | Kazakistan | 41"005 | QB   |
| 5    | Roberts Krūzbergs | Lettonia   | 41"870 |      |

Semifinale 2
| Pos. | Atleta           | Nazione       | Tempo  | Note |
| ---- | ---------------- | ------------- | ------ | ---- |
| 1    | Shaoang Liu      | Ungheria      | 40"157 | QA   |
| 2    | Abzal Azhgaliyev | Kazakistan    | 40"462 | QA   |
| 3    | Wu Dajing        | Cina          | 40"478 | QB   |
| 4    | Steven Dubois    | Canada        | 40"825 | ADVA |
| -    | Hwang Dae-heon   | Corea del Sud | -      | DSQ  |

### Finali
Finale A
| Pos.    | Atleta            | Nazione    | Tempo  | Note |
| ------- | ----------------- | ---------- | ------ | ---- |
| Oro     | Shaoang Liu       | Ungheria   | 40"338 |      |
| Argento | Konstantin Ivliev | ROC        | 40"431 |      |
| Bronzo  | Steven Dubois     | Canada     | 40"669 |      |
| 4       | Abzal Azhgaliyev  | Kazakistan | 40"869 |      |
| 5       | Pietro Sighel     | Italia     | -      | DNF  |

Finale B
| Pos. | Atleta            | Nazione    | Tempo  | Note |
| ---- | ----------------- | ---------- | ------ | ---- |
| 6    | Wu Dajing         | Cina       | 41"157 |      |
| 7    | Pavel Sitnikov    | ROC        | 41"217 |      |
| 8    | Denis Nikiša      | Kazakistan | 41"329 |      |
| 9    | Roberts Krūzbergs | Lettonia   | 41"465 |      |